# Battōjutsu
Se denomina battōjutsu (en japonés: 抜刀術) a las técnicas de desenvainar la espada y cortar. También se conoce con otros nombres tales como: iai nuki, iaijutsu y en su forma más moderna como Iaido.
Aun dicho todo lo anterior, hay que tener en cuenta que el Battōjutsu es una disciplina usada en multitud de escuelas marciales tradicionales japonesas y eso hace que exista una cantidad igual de "Formas y Significados", por lo que dar una definición correcta y general es complicado.
No existe una fecha exacta acerca de su origen, pero sería lógico que hubiera nacido posteriormente a la fecha de la creación de la curvatura de la katana o (sable japonés), ya que la capacidad de desenvainar y cortar con eficacia nace naturalmente de las características físicas de esta hoja curva.
El battōjutsu surge de los enfrentamientos casuales, no del campo de batalla, sino de momentos en los que el bushi, o guerrero recibía un ataque de forma imprevista. En estos momentos se revelaba el "Sakki", que significa "sed de sangre" y reaccionaban rápidamente desenvainando y cortando, poniendo a salvo su vida o la de su superior.

## Curiosidades
El personaje protagonista del manga y anime de Rurouni Kenshin: Himura Kenshin utiliza todas las variedades del battōjutsu.